# Horndals kyrka
Horndals kyrka är en kyrkobyggnad utmed riksväg 68 i Horndal. Den tillhör By församling i Västerås stift.

## Kyrkobyggnaden
Tidigare kyrkobyggnad var ett kapell uppfört 1907. Nuvarande kyrka uppfördes 1958 efter ritningar av arkitekt Carl-Olof Deurell.
Kyrkorummets utsmyckning är utförd av konstnärerna Allan Runefält och Nils-Aron Berge.
Orgeln byggdes 1959 av firman Lindegrens Orgelbyggeri AB, Göteborg.
| Man I. Ryggpositiv (sv) | Man II. Huvudverk | Pedal             |
| ----------------------- | ----------------- | ----------------- |
| Trägedackt 8            | Principal 8       | Subbas 16         |
| Principal 4             | Gedackt 8         | Borduna 8         |
| Rörflöjt 4              | Oktava 4          | Oktavbas 4        |
| Waldflöjt 2             | Täckflöjt 4       | Pedalmixtur 3 kor |
| Nachthorn 1             | Oktava 2          | Fagott 16         |
| Tertian 2 kor           | Mixtur 3 kor      |                   |
| Vox humana 8            | Trumpet 8         |                   |
| Tremulant               |                   |                   |